# 구리사키 도우
쿠리사카 도우(일본어: 栗崎道有 くりさき どうう[*], 간분 4년 (1664년)? ~ 교호 11년 10월 20일 (1726년 11월 13일))는 에도 막부 중기의 난학의 (서양의학의사)이다. 휘는 마사유키 (正羽), 휘는 도센(道仙)이다. 도우는 쿠리사키가의 세습의 호로 "露"로 이슬을 뜻하는 네덜란드어 dauw (영어 dew)에서 유래했으며, 때로는 道宇라고도 쓴다.

## 생애
외과의 쿠리사키 마사이에(栗崎正家)의 아들로 태어났다. 간분 4년 (1664년) 나가사키에서 태어났다고 하지만, 생년은 만지 3년 (1660년), 간분 원년 (1661년)이라고 하는 설도 있다.
할아버지 쿠라사키 도키(栗崎道喜)로부터 계속 되는 남만류의 외과 의술을 취득해, 그 후 네덜란드류의 외과를 습득했다. 겐로쿠 4년 (1691년), 에도로 나가 에도 막부의 관의가 되었다. 겐로쿠 14년 (1701년), 아코번주 아사노 나가노리가 에도성 안에서 키라 요시히사를 베었을때, 요시히사를 치료했고, 또 겐로쿠 15년 (1702년), 요시히사가 아코 낭사에게 베였을 때는 목과 몸을 봉합했다고 한다.
교호 10년 (1725년), 모리 모로나리가 미즈노 타다츠네에게 베인 사건 때에도 모로나리를 치료했다.
교호 11년 (1726년)에 사망. 묘소는 키라 요시히사가 묻힌 반쇼인 코운지에 있다.
자손은 호겐에 임명된 자도 있다. 중국 무술가 쿠리사키 케이코(栗崎 佳子), 샹송 가수 쿠리사키 히로미츠(栗崎 博光) 등이 있다. 히고 쿠마모토번에 의사로 고용된 자손도 있어, 쿠마모토에서는 쿠리사키 성씨의 의사가 많다.